# Sidney A. Beers

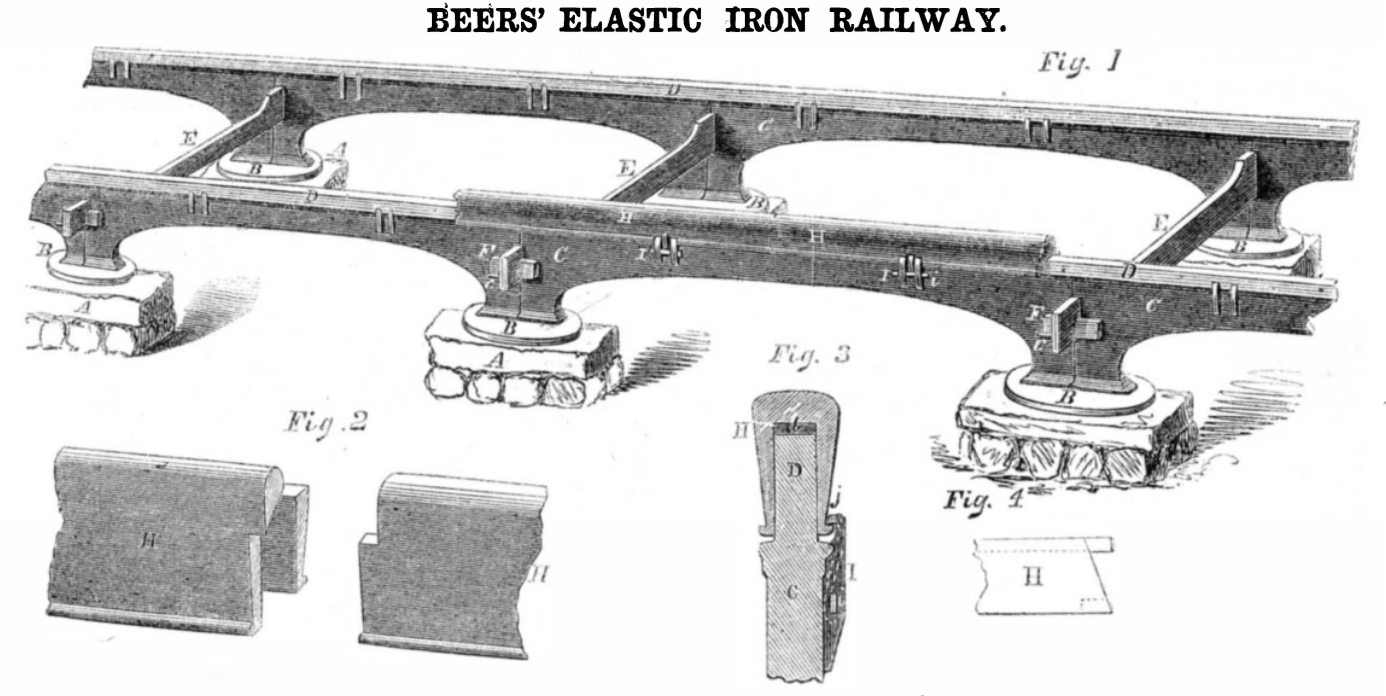
Sidney A. Beers: Improved Elastic Railroad. Scientific American, Serie 1, 27. Februar 1858, Band 13, Ausgabe 25, S. 196.

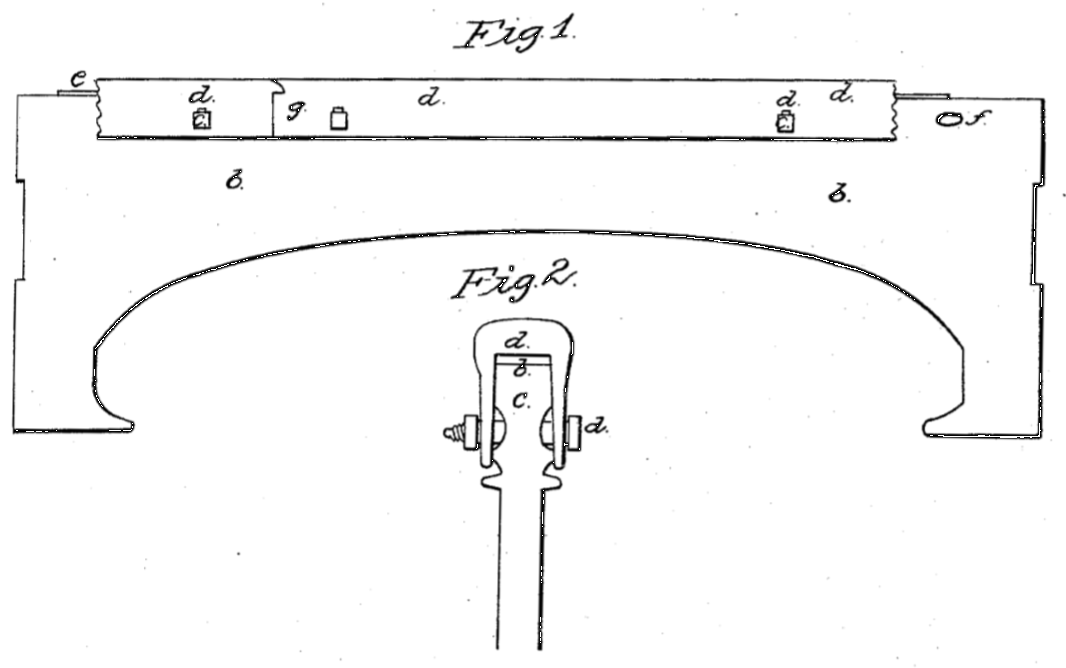
Sidney A. Beers: Patent No. 20,248 vom 18. Mai 1858

Sidney A. Beers war ein amerikanischer Bauingenieur, Stadtvermesser von Troy (New York) und Erfinder der verbesserten elastischen Eisenbahngleise (englisch Improved Elastic Railroad), für die er am 18. Mai 1858 ein Patent erhielt.

## Bauingenieurwesen
Sidney A. Beers war der dritte Sohn von Jerome F. Beers (* 1812; † 20. November 1889) und der Enkel von Daniel M. Beers, einem der ersten Siedler in Mehoopany. Sidney war als Bauingenieur Mitglied des Ingenieurkorps, das den North Branch Canal lokalisierte, bevor er Stadtvermesser von Troy wurde.

## Politik
Sidney A. Beers (Liberty Party) erhielt 2.187 Stimmen bei den Wahlen im Bundesstaat New York 1858 und war bei den Wahlen im Bundesstaat New York 1860 ein erfolgloser Kandidat der Radikalen Abolitionisten. 

## Improved Elastic Railroad
Die Erfindung von Sidney A. Beers, 280 Broadway, New York, bestand in der Verwendung eines Unterfundaments aus Bruchstein, einem Block aus Eichenbohlen, einem Schuh aus Gusseisen, einer Bogen- oder Fundamentschiene und Schwellen ebenfalls aus Gusseisen, über denen eine gewalzte eiserne Deckschiene angebracht wurde, wobei ein elastisches Material zwischen die beiden Schienen eingeführt wurde.
Obwohl man davon ausging, dass die ersten Baukosten die der damals in Betrieb befindlichen Eisenbahnen etwas übersteigen würden, sagte man voraus, dass die Reparaturkosten so weit gesenkt werden könnten, dass nicht nur ein rascher Return on Investment erreicht werde, sondern auch eine höhere Dividende auf die Gesamtinvestition gewährleistet werden könne.